# Мелисофобија
Мелисофобија или апифобија је страх од пчела. Ово је један од најчешћих страхова међу људима. Већину људи је убола пчела или имају пријатеље или чланове породице које је убола. Дете може постати жртва газећи пчелу у трави босом ногом док се игра напољу. Убод може бити прилично болан, а код неких особа може доћи до отока који може трајати неколико данима, а може изазвати и алергијске реакције као што је анафилакса, тако да је развој непријатног страха од пчела сасвим природан.
Реч мелисофобија потиче од грчких речи μέλισσα, melissa, "пчела" и φόβος, phobos, "страх", а апифобија од грчке речи за страх и латинске речи apis што значи "пчела".
Обични, нефобични страх од пчела код одраслих особа углавном је повезан са незнањем. Јавност је углавном несвесна да пчеле нападају како би одбраниле своје кошнице или када су случајно згњечене, а повремена пчела на пољу не представља опасност.
Неразуман страх од пчела код људи може имати штетан утицај на екологију. Пчеле су важни опрашивачи и када људи у страху уништавају колоније пчела, штете животној средини и могу бити узрок нестајања пчела. Изнајмљивање колонија пчела за опрашивање усева је примарни извор прихода за пчеларе у САД, али како се страх од пчела шири, постаје тешко пронаћи локацију за колоније због све чешћих примедби локалног становништва.
Терапија изложености показала се као ефикасно лечење за људе који се плаше пчела. Препоручено је да се људи нађу у пријатном отвореном окружењу, као што је парк или башта, и постепено се током дужег временског периода приближавају пчелама. Овај процес не би требало да се пожурује, посматрање пчела може трајати неколико месеци пре него што се људи почну осећати пријатно у њиховом окружењу. Апифобија је једна од зоофобија које се често појављују код деце и може их спречити да учествују у активностима на отвореном. Старији људи лакше контролишу страх од пчела. Препоручени начин превазилажења страха од пчела код деце је суочавање са страховима.